# Kemetista
Kemetista je označení člena některé z kemetistických organizací nebo obecně současného člověka vyznávajícího obnovené egyptské náboženství, nazývané též jako kemetismus. 

## Původ slova
Slovo kemetista je odvozeno ze slova kemetismus, které je obecným pojmem používaným pro tento rekonstrukcionistický směr odkazující se na starověký Egypt, ačkoliv ne všechny organizace, které lze označit za kemetistické, se s tímto pojmem ztotožňují.
Samotné slovo kemetismus je poměrně mladé, mladší než náboženství, které pojmenovává: vzniklo na přelomu sedmdesátých a osmdesátých let 20. století. Vychází z jednoho z původních starověkých označení Egypta užívaného jeho obyvateli – Kemet (konvenční vokalizace hieroglyfického zápisu km.t; někdy přepisováno také jako Takemet), v překladu z egyptštiny „Černá (země)“, které je odvozené z černé barvy úrodného bahna přinášeného Nilem při každoročních záplavách (v současné době k nim již nedochází v důsledku existence Asuánské přehrady).

## Definice
Definice toho, kdo je a kdo není kemetistou, není pevně vymezená. Za kemetistu se považuje obecně ten, kdo je členem kemetistické organizace. Ovšem ne všechny organizace, které za takové mohou být považované, se tak samy označují. Dále tu jsou tací, kteří byť jsou kemetistického vyznání, tak nejsou členy žádné takové organizace či sdružení.
Jako nejpřesnější definice kemetisty se tedy jeví, že to je současný člověk vyznávající staroegyptské náboženství. Což je však zároveň definice značně obecná a mlhavá.

## Významní kemetisté
- Olivia Robertson – zakladatelka Isidina společenství
- Tamara L. Siuda – zakladatelka Kemetic Orthodoxy
- Ra Un Nefer Amen – zakladatel Ausar Auset Society
- Sat-Aset – zakladatelka Ta Noutri